# Czermin (Pleszew)
Pour les articles homonymes, voir Czermin.
Czermin est une localité polonaise, siège de la gmina rurale de Czermin, située dans le powiat de Pleszew en voïvodie de Grande-Pologne. Elle se trouve à environ 8 kilomètres au nord de Pleszew et 76 km au sud-est de Poznań, la capitale régionale.

## Géographie

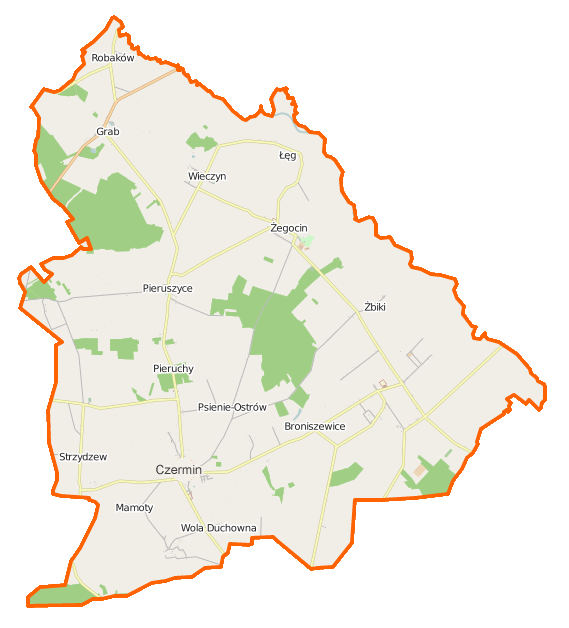
Carte de la gmina de Czermin.